# San Nicolás (Nicaragua)
San Nicolás è un comune del Nicaragua facente parte del dipartimento di Estelí.